# Marquises-szigeteki gyümölcsgalamb
A marquises-szigeteki gyümölcsgalamb (Ptilinopus mercierii) a madarak osztályának galambalakúak rendjébe és a galambfélék családjába tartozó kihalt faj.

## Előfordulása
Egykor a Francia Polinézia területén élt, ott is csak a Marquises-szigeteken.

## Életmód
Csapatosan keresték gyümölcsökből álló táplálékukat.

## Kihalása
Kihalásában szerepet játszott a nagy baglyok betelepítése és a vadászat is. A faj utolsó példányait 1988-ban látták.